# 무첨당 (의성군)
무첨당은 대한민국 경상북도 의성군 신평면 청운리 745에 있다. 2013년 5월 28일 의성군의 문화유산 제23호로 지정되었다.

## 개요
남원양씨 동족부락인 신평면 운평리 청계마을내에 남원인(南原人) 양주환(梁周煥)을 추모하기 위해 일제강점기때 건립한 재사이다. 문중의 각종 모임 및 기타 행사시에 사용되고 있으나 건물 전후면의 추녀부분에 누수로 부재가 부식되는 등 보수가 요망된다.